# 克羅伊茨峰 (舍貝爾山脈)
46°56′10″N 12°40′04″E / 46.936207°N 12.667836°E

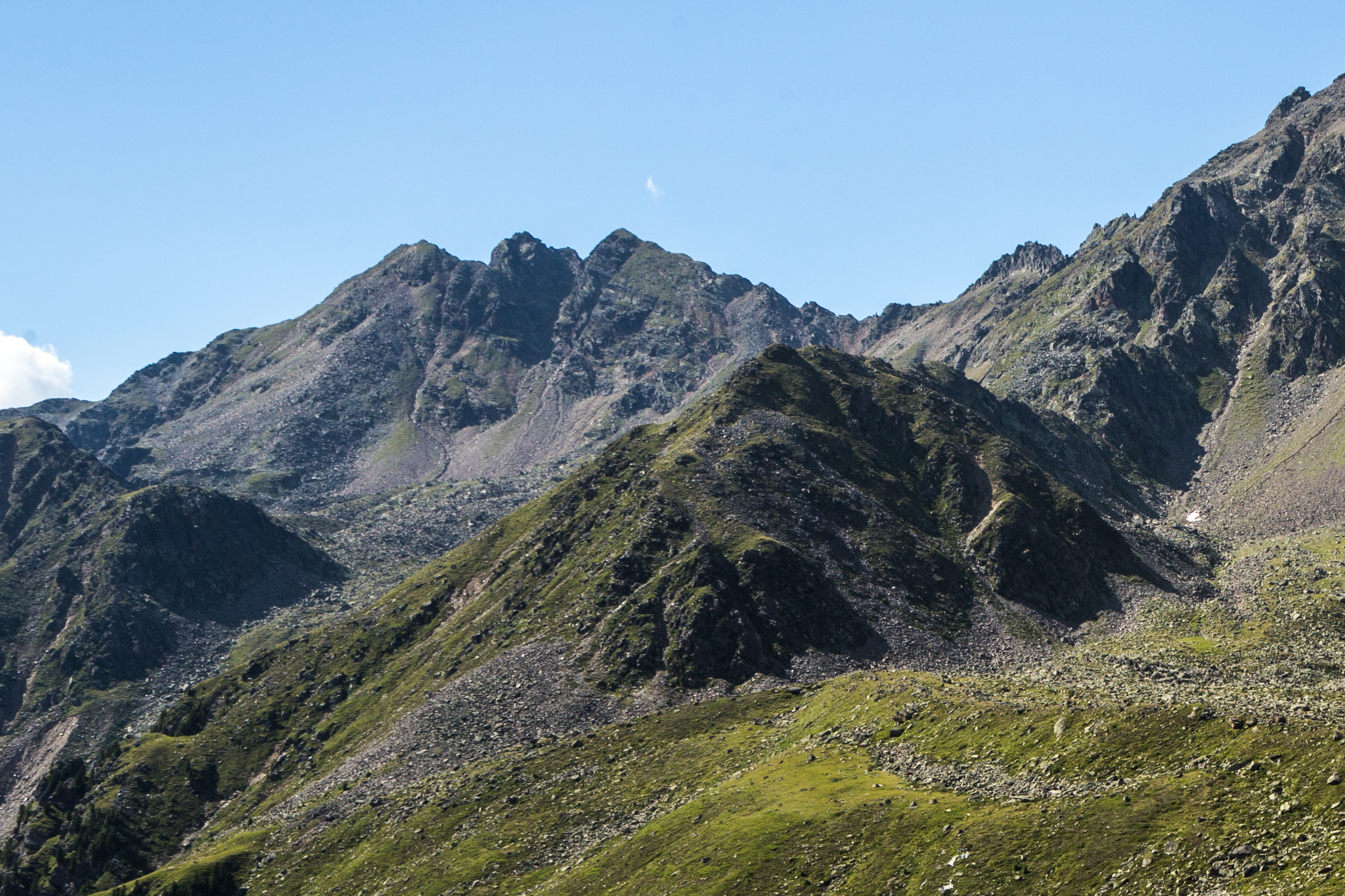

克羅伊茨峰（德語：Kreuzspitze），是奧地利的山峰，位於該國西部，由蒂羅爾州負責管轄，屬於舍貝爾山脈的一部分，海拔高度2,937米，每年平均降雨量2,138毫米，人類在1902年首次登頂。